# Прядкин, Иван Михайлович
Иван Михайлович Прядкин  (5 октября 1924, станица Бекешевская ныне Предгорного района Ставропольского края — 9 сентября 1994, Кисловодск) — участник Великой Отечественной войны, полный кавалер Ордена Славы, командир отделения роты автоматчиков 172-го гвардейского стрелкового полка.

## Биография
До 1920 года станица Бекешевская, в которой родился Иван Прядкин, числилась в Баталпашинском отделе Кубанской области. И дед, и отец Ивана Михайловича были казаками. Сам он стал старейшиной казачьего округа и был навечно зачислен в казачью сотню. Русский. Член КПСС с 1944 г. Образование 8 классов. Работал маляром.

## Участие в Великой Отечественной войне
В Красной Армии с августа 1942 г. На фронте с декабря 1942 г.
Командир отделения роты автоматчиков 172-го гвардейского стрелкового полка (57-я гвардейская стрелковая дивизия), впоследствии полк в составе 39-й гвардейской Барвенковской стрелковой дивизии 8-я гвардейская армия, 3-й Украинский фронт) гвардии младший сержант Прядкин 15 февраля 1944 г. в наступательных боях южнее хутора Красный (Апостоловский р-н Днепропетровской обл.) вместе с бойцами нанёс врагу ощутимый урон в живой силе и боевой технике. Лично уничтожил около 10 пехотинцев, 1 гитлеровца захватил в плен.
3 февраля 1945 года Прядкин в том же полку, переброшенном на 1-й Белорусский фронт, в районе населённого пункта Гёритц (южнее г. Кюстрин — ныне Костшин-над-Одрой, Польша) в числе первых форсировал р. Одер. При расширении захваченного плацдарма уничтожил свыше 10 и взял в плен 5 солдат.
Гвардии сержант Прядкин 23 апреля 1945 года одним из первых в роте форсировал реку Шпре около населенного пункта Шековайде и занял рубеж на её левом берегу. Отражая контратаки неприятеля, поразил 6 и взял в плен 2 солдат. В боях за г. Берлин 27 апреля 1945 года противотанковой гранатой подорвал огневую точку вместе с расчётом, из автомата сразил 4 фаустников, пытавшихся напасть на танковую колонну.

## Послевоенное время
В 1947 г. гвардии старшина Прядкин уволен в запас. Работал мастером объединения «Зеленстрой» в г. Кисловодск.
В 1976 вышел телефильм Константина Симонова «Солдатские мемуары», где одним из героев был Иван Прядкин.
Скончался 9 сентября 1994 года.

## Награды
- Орден Отечественной войны I степени. Указ Президиума Верховного Совета СССР от 11 марта 1985 года.
- Орден Славы I степени. Указ Президиума Верховного Совета СССР от 15 мая 1946 года.
- Орден Славы II степени. Приказ Военного совета 8 гвардейской армии № 482/н от 17 февраля 1945 года.
- Орден Славы III степени. Приказ командира 57 гвардейской стрелковой дивизии № 050 от 15 марта 1944 года.
- Медаль «За отвагу».Приказ командира 172 гвардейского стрелкового полка № 048/н от 27 июля 1944 года.
- Медаль «За боевые заслуги».
- Медаль «За победу над Германией в Великой Отечественной войне 1941—1945 гг.». Указ Президиума Верховного Совета СССР от 9 мая 1945 года.
- Другие медали СССР.